# Alnus glutipes
Alnus glutipes là một loài thực vật có hoa trong họ Betulaceae. Loài này được (Jarm. ex Czerpek) Vorosch. mô tả khoa học đầu tiên năm 1966.